# 程之元
程之元（？—？），字德孺，宋成都路眉州眉山（今四川省眉山市）人，北宋政治人物。
程濬之次子。程之才之弟，程濬是蘇軾母親程氏之兄，故程之才是苏轼的表弟。元丰元年（1078），升为梓州路转运判官、承议郎。元丰五年十一月，以“坐与前知泸州任伋交讼，报上不实”的罪名降为徐州太守。元丰六年（1085）任楚州（今江苏淮安境内）太守。遇灾年，救活数万灾民。元佑五年（1090年）为广南东路提点刑狱。遷右朝奉郎。元祐七年六月，擔任主客郎中。程之元有石癖，元佑七年（1092），苏东坡任扬州知州，送给他两块英石。